# کوپچلییته
کوپچلییته (به بلغاری: Kopcheliite) یک منطقهٔ مسکونی در بلغارستان است که در شهرستان گابروو واقع شده‌است.